# Бектеши, Леотрим
Леотрим Бектеши (алб. Leotrim Bekteshi; род. 21 апреля 1992, Берлин) — косовский футболист, выступавший на позиции центрального защитника за ряд косовских клубов и норвежский «Мьёндален», а также проведший один матч за национальную сборную Косова.

## Клубная карьера
31 мая 2018 года Леотрим Бектеши подписал двухлетний контракт с клубом Футбольной Суперлиги Косово «Приштина». 26 августа того же года он дебютировал за команду в матче против «Трепчи’89». Бектеши вышел в стартовом составе «Приштины», которая одержала тогда гостевую победу со счётом 2:0.
16 февраля 2022 года Бектеши перешёл в норвежский «Мьёндален», выступавший тогда в местном Первом дивизионе. 4 апреля того же года он дебютировал за новую команду, выйдя в стартовом составе в домашнем матче против «Конгсвингера», выигранном его командой со счётом 1:0. 13 августа 2022 года контракт Бектеши был расторгнут по обоюдному согласию сторон.
27 августа 2022 года Бектеши подписал двухлетний контракт с клубом Футбольной Суперлиги Косово «Балкани». Его дебют в составе «Баллкани» состоялся 12 дней спустя в матче группового этапа Лиги конференций УЕФА 2022/2023 против румынского «ЧФР Клуж», когда он вышел на замену на 79-й минуте вместо Кендрима Зюбы.

## Карьера в сборной
24 декабря 2019 года Леотрим Бектеши получил свой первый вызов в главную сборную Косова на товарищеский матч против Швеции, который был намечен на 12 января 2020 года. Он вышел на поле в этой игре в стартовом составе и был заменён после перерыва на Ляпидара Ладровци.

## Личная жизнь
Леотрим Бектеши родился в Берлине, столице Германии. в семье косовских албанцев из Митровицы.